# Maximilian Haider
Maximilian Haider (Áustria, 1950) é um físico austríaco.
Foi laureado com o Prêmio Wolf de Física de 2011, juntamente com Harald Rose e Knut Urban, por suas contribuições ao microscópio eletrônico.